# Lac Babogaya
Le lac Babogaya ou lac Bishoftu Guda est un lac de cratère situé au centre de l'Éthiopie, dans la région Oromia, à 45 kilomètres au sud-ouest de la capitale Addis-Abeba. De forme circulaire, il fait partie du champ volcanique du Bishoftu, qui compte cinq lacs dont le lac Bishoftu. 